# The Dark Knight Trilogy
The Dark Knight Trilogy är Christopher Nolans filmtrilogi om Batman. Den första filmen är Batman Begins som kom 2005, den andra The Dark Knight kom 2008 och den tredje The Dark Knight Rises är från 2012. The Dark Knight och The Dark Knight Rises spelade både in över en miljard dollar på biograferna världen över. Detta gjorde att Christopher Nolan blev den blott andra regissören att lyckas med den bedriften, efter James Cameron. The Dark Knight Trilogy blev den andra filmserien efter Pirates of the Caribbean att ha två filmer som nått miljardgränsen.

## Handling

### Batman Begins
I Batman Begins får man veta hur Bruce Wayne lär sig kampsport och ninjutsu av League of Shadows och organisationens ledare Ra's al Ghul och hur han sedan återvänder hem till Gotham City, till sin butler Alfred och barndomsvän Rachel Dawes för att skapa Batman och stoppa maffians långsamma förintelse av staden med droger och vapen och samtidigt forma en allians med polislöjtnant James Gordon och tillsammans stoppa Dr. Jonathan Crane/Scarecrow och League of Shadows samarbete.

### The Dark Knight
I The Dark Knight möter man Bruce Wayne ett år efter sitt första framträdande i Gotham City som Batman. Brottsligheten har minskat tack vare hans samarbete med James Gordon och den nya distriktsåklagaren Harvey Dent, men maffian under ledning av Salvatore Maroni lyckas fortfarande med sina affärer. För att fortsätta sina affärer hyr maffian in den känslokalle och instabila Joker för att förstöra trions samarbete. Men Joker har andra planer och skapar anarki i Gotham och tvingar Batman likaså Dent farligt nära gränsen mellan gott och ont. En jakt börjar efter Joker men både Batman och Dent drabbas av förluster längs vägen som kan ändra deras syn på framtiden.

### The Dark Knight Rises
I The Dark Knight Rises har åtta år gått sedan Batman försvann in i natten som en brottsling. När han tog på sig skulden för Harvey Dents dödande offrade Batman allt som han och kommissarie Gordon hoppades skulle vara räddningen för Gotham City. Lögnen fungerade och efter en tid skapades den nya lagen ”Dent Act”, som fick alla maffiabossar och våldsamma människor inspärrade för gott i Blackgate Prison. Bruce Wayne har stängt in sig själv i Wayne Manor efter allt tragiskt som hänt och skakat om hans liv. Gordon har förlorat sin fru och mår psykiskt illa av den lögn som tär honom. Men både Wayne och Gordon måste lägga allt åt sidan efter att League of Shadows, med deras nya ledare Bane i spetsen, invaderar Gotham för att uppfylla Ra's al Ghuls öde.

## Huvudfigurer
| Karaktärer                     | Filmer               | Filmer                 | Filmer                           |
| Karaktärer                     | Batman Begins (2005) | The Dark Knight (2008) | The Dark Knight Rises (2012)     |
| ------------------------------ | -------------------- | ---------------------- | -------------------------------- |
| Bruce Wayne / Batman           | Christian Bale       | Christian Bale         | Christian Bale                   |
| Alfred Pennyworth              | Michael Caine        | Michael Caine          | Michael Caine                    |
| Polismästare James Gordon      | Gary Oldman          | Gary Oldman            | Gary Oldman                      |
| Lucius Fox                     | Morgan Freeman       | Morgan Freeman         | Morgan Freeman                   |
| Rachel Dawes                   | Katie Holmes         | Maggie Gyllenhaal      |                                  |
| Ra's al Ghul                   | Liam Neeson          |                        | Liam Neeson & Josh Pence (y)     |
| Dr. Jonathan Crane / Scarecrow | Cillian Murphy       | Cillian Murphy         | Cillian Murphy                   |
| Jokern                         |                      | Heath Ledger           |                                  |
| Harvey Dent / Two-Face         |                      | Aaron Eckhart          | Aaron Eckhart (a)                |
| Bane                           |                      |                        | Tom Hardy                        |
| Selina Kyle / Catwoman         |                      |                        | Anne Hathaway                    |
| Miranda Tate / Talia al Ghul   |                      |                        | Marion Cotillard & Joey King (y) |
| Robin John Blake               |                      |                        | Joseph Gordon-Levitt             |
| Douglas Fredericks             | John Nolan           |                        | John Nolan                       |

## Mottagande

### Box office
| Film                  | Premiärdatum | Biljettintäkter | Biljettintäkter     | Biljettintäkter | Box office rankning | Box office rankning | Budget        | Referens |
| Film                  | Premiärdatum | Nordamerika     | Utanför Nordamerika | Globalt         | Totalt Nordamerika  | Totalt globalt      | Budget        | Referens |
| --------------------- | ------------ | --------------- | ------------------- | --------------- | ------------------- | ------------------- | ------------- | -------- |
| Batman Begins         | 15 juni 2005 | $206 852 432    | $167 366 241        | $374 218 673    | #120                | #182                | $150 miljoner | [ 1 ]    |
| The Dark Knight       | 18 juli 2008 | $534 858 444    | $469 700 000        | $1 004 558 444  | #4 #29(A)           | #14                 | $185 miljoner | [ 2 ]    |
| The Dark Knight Rises | 20 juli 2012 | $448 139 099    | $636 300 000        | $1 084 439 099  | #7 #63(A)           | #8                  | $250 miljoner | [ 3 ]    |
| Totalt                | Totalt       | $1 189 849 975  | $1 273 366 241      | $2 463 216 216  |                     |                     | $585 miljoner | [ 4 ]    |

- En ljusgrå cell anger att information saknas.
- (A) anger den justerade totalen baserad på nuvarande biljettpriser (uträknad av Box Office Mojo).
- Intäkterna från Batman Begins och The Dark Knight inkluderar även visningarna som genomfördes år 2012.

### Kritiskt mottagande
| Film                  | Rotten Tomatoes       | Metacritic          |
| --------------------- | --------------------- | ------------------- |
| Batman Begins         | 85% (265 recensioner) | 70 (41 recensioner) |
| The Dark Knight       | 94% (288 recensioner) | 82 (39 recensioner) |
| The Dark Knight Rises | 88% (304 recensioner) | 78 (45 recensioner) |

### Priser och Utmärkelser
| Kategori              | Batman Begins | The Dark Knight     | The Dark Knight Rises |
| Oscar                 | Oscar         | Oscar               | Oscar                 |
| --------------------- | ------------- | ------------------- | --------------------- |
| Bästa manliga biroll  |               | Vann (Heath Ledger) |                       |
| Bästa scenografi      |               | Nominerad           |                       |
| Bästa foto            | Nominerad     | Nominerad           |                       |
| Bästa smink           |               | Nominerad           |                       |
| Bästa ljudredigering  |               | Vann                |                       |
| Bästa ljud            |               | Nominerad           |                       |
| Bästa specialeffekter |               | Nominerad           |                       |